# Amyema linophylla
Amyema linophylla är en tvåhjärtbladig växtart. Amyema linophylla ingår i släktet Amyema och familjen Loranthaceae.

## Underarter
Arten delas in i följande underarter:
- A. l. linophylla
- A. l. orientale